# Даандайн/Віндібрі – Бреймар
Даандайн/Віндібрі – Бреймар – газопровід у австралійському штаті Квінсленд. Офіційно відомий як  Braemar 2.
В 2000-х роках почалась активна розробка метану вугільних пластів басейну Сурат, при цьому частину ресурсу спрямували для живлення введеної в 2009 році ТЕС Бреймар 2. Для цього проклали трубопровід, що забезпечує доступ до установок підготовки Даанадайн, Джордан, Кенія та Вінідібрі.  Варто відзначити, що Braemar 2 є не єдиним шляхом видачі продукції цих об’єктів, так Даанадайн вже була підключена до трубопроводу Braemar 1, Віндібрі сполучена з трубопроводами Віндібрі – Валлумбілла та Валлумбілла – Брисбен, а Кенія могла видавати ресурс до установки Вінідбрі та все того ж Валлумбілла – Брисбен. Що стосується Джордан, то її спорудили в середині 2010-х як одне з головних джерел наповнення системи Рубі-Джо – Кертіс-Айленд, яка веде до розташованого на східному узбережжі заводу зі зрідження газу. 
Окрім живлення Бреймар 2 газопровід може обмінюватись ресурсом з трубопроводами Бреймар 1 та  Валлумбілла – Брисбен.
Газопровід має довжину 100 кілометрів та виконаний в діаметрі 400 мм.